# Diplophonie
Diplophonie und Biphonation bezeichnen eine Doppeltönigkeit des Stimmklanges, es sind also gleichzeitig zwei Grundfrequenzen wahrzunehmen. Häufig werden beide Begriffe synonym verwendet, es gibt aber auch differenzierende Definitionen:
- Biphonation: Dabei gibt es im Kehlkopf zwei unterschiedliche Schallquellen, es tritt zur ursprünglichen Frequenz eine weitere hinzu, die nicht im Oktavabstand sein muss. Beispielsweise kann dies durch Stimmlippenlähmung bei offenen Glottisspalt hervorgerufen sein. Die Stimmlippen unterschieden sich in Masse oder Steifigkeit, weshalb jede Stimmlippe in ihrer eigenen Frequenz schwingt.
- Diplophonie: Die aufeinander folgenden Schwingungen der Grundfrequenz weisen alternierend unterschiedliche Amplituden auf. Die eigentliche Tonhöhe ist deshalb nur abgeschwächt zu hören, statt dieser wird der um eine Oktave tiefer liegende Ton wahrgenommen, da die Schwingung sich de facto erst nach zwei Perioden wiederholt, was eine Halbierung der wahrgenommenen Frequenz bewirkt. Dies kann durch eine isolierte Verstärkung von Teiltönen im Ansatzrohr verursacht sein, wie es auch beim Obertonsingen der Fall sein kann. Ursache von Diplophonie kann beispielsweise auch eine übermäßige und ungleichartige Spannung der Stimmlippen sein.